# Municipio de Ängelholm
El municipio de Ängelholm (en sueco: Ängelholms kommun) es un municipio de Escania, la provincia más austral de Suecia. Su sede se encuentra en la ciudad de Ängelholm. En 1971, la ciudad de Ängelholm se fusionó con los municipios rurales de Ausås, Barkåkra, Hjärnarp y Munka-Ljungby, creando así un municipio de tipo unitario. En 1974 se añadió una parroquia del municipio disuelto Östra Ljungby.
En Ängelholm hubo hasta hace poco una importante base de la fuerza aérea sueca. La base ahora está cerrada y las instalaciones fueron reutilizadas por el fabricante de superdeportivos Koenigsegg.
Es de destacar el monumento al ovni de Ängelholm, una maqueta de un platillo volante, situada en el lugar donde supuestamente aterrizó un OVNI el 18 de mayo de 1946.

## Localidades
Hay 9 áreas urbanas (tätort) en el municipio:
| # | Tätort        | Población |
| - | ------------- | --------- |
| 1 | Ängelholm     | 22,533    |
| 2 | Munka-Ljungby | 2,877     |
| 3 | Vejbystrand   | 2,764     |
| 4 | Strövelstorp  | 1,012     |
| 5 | Hjärnarp      | 871       |
| 6 | Skepparkroken | 705       |
| 7 | Svenstorp     | 238       |
| 8 | Margretetorp  | 211       |
| 9 | Höja          | 200       |

Una parte menor de Vejbystrand está en el municipio de Båstad.

## Ciudades hermanas
Ängelholm está hermanada o tiene tratado de cooperación con:
- Høje-Taastrup, Dinamarca
- Maaninka, Finlandia
- Dobele, Letonia
- Kamen, Alemania